# 十二经脉
十二經脈是手三陰經（肺、心包、心）、手三陽經（大腸、三焦、小腸）、足三陽經（胃、膽、膀胱）、足三陰經（脾、肝、腎）的總稱。十二經脈是經絡系統的主體，故又稱為正經。

## 在體表的分佈
十二經脈在體表左右對稱，分佈於頭面、軀幹和四肢。與五臟對應的經脈為陰經，分佈於四肢內側和胸腹；與六腑對應的經脈稱為陽經，分佈於四肢外側和頭面、軀幹。在四肢，陽經的位置為陽明在前，少陽在中，太陽在後，陰經的位置為太陰在前，厥陰在中，少陰在後（特例是足三陰經在足內踝上8寸以下為厥陰在前，太陰在中）。

## 表裡屬絡關係
陰經屬臟主裡，陽經屬腑主表。一臟一腑、一陰一陽互相配對，形成表裡屬絡關係。手太陰肺經與手陽明大腸經相表裡，足陽明胃經與足太陰脾經相表裡，手少陰心經與手太陽小腸經相表裡，足太陽膀胱經與足少陰腎經相表裡，手厥陰心包經與手少陽三焦經相表裡，足少陽膽經與足厥陰肝經相表裡。互為表裡的經脈在生理、病理上關係密切，互相影響。

## 循行、交接與流注
十二經脈的循行方向為：手三陰經由胸走手，手三陽經由手走頭，足三陽經由頭走足，足三陰經由足走腹胸。相表裡的陰陽兩經在手足末端交接，同名的兩陽經在頭面部交接，相銜接的兩陰經在胸中交接。
十二經脈的流注從肺經逐經相傳到肝經，再傳回肺經，周而復始，如環無端。
十二經脈的交接與流注如下所示：
手太陰肺經 ————→ 手陽明大腸經 ————→ 足陽明胃經 ————→  足太陰脾經  ————→ 手少陰心經  ————→  手太陽小腸經

——↑——————————————————————————————————————————————————————↓

足厥陰肝經 ←———— 足少陽膽經 ←————  手少陽三焦經 ←———— 手厥陰心包經 ←———— 足少陰腎經 ←———— 足太陽膀胱經

## 地位
中医认为，经络是人体组织结构重要的组成部分，肩负着运行气血、联络沟通的作用，把人体的五脏六腑、肢体官窍等组织器官紧密地联系成一个有机的整体。古代医家运用取象运数的思维方法，以十二月、十二经水、三阴三阳等象数模型来构建十二经脉体系并阐释理论，然后用之指导临床针刺方法、针灸禁忌的确立。因此，从象数思维角度解析《黄帝内经》确立的以十二正经为主体的经络系统理论，不仅可立足于中医本身的内涵与特点，还对现代针灸学科的研究与发展具有一定的启示意义。